# Bombardeamento de Königsberg

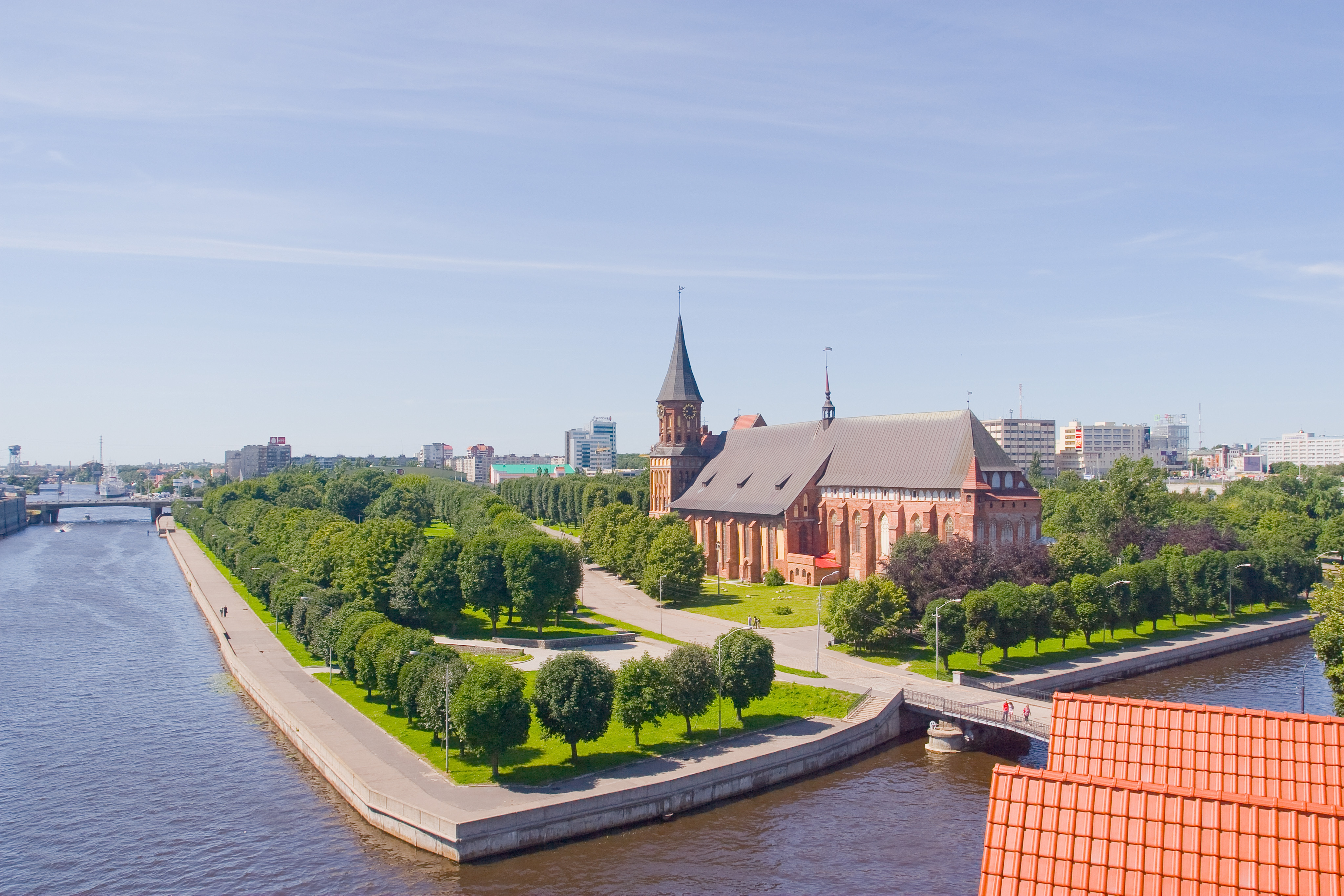
Antiga catedral na atual Kaliningrado, Rússia, construída na época em que a cidade se denominava Königsberg, Alemanha, e que sobreviveu à guerra.

O bombardeamento ou bombardeio de Königsberg, ou, na sua forma portuguesa, de Conisberga, foi um bombardeamento militar efetuado durante a Segunda Guerra Mundial pela Força Aérea Real (RAF) em agosto de 1944 em Königsberg, Prússia, que então integrava território da Alemanha. 

## Ataque
Embora a cidade fosse ocasionalmente bombardeada pela Força Aérea Soviética, Königsberg foi inicialmente atacada pelo grupo No. 5 Group RAF britânico, que tinha estado afastado das frentes de combate durante a maior parte da guerra, até à noite de 26 para 27 de agosto de 1944, data em que se iniciou o bombardeamento. A série de ataques foi iniciada por um Avro Lancaster, mediante um ataque de pouco êxito, já que a maioria das bombas caiu na parte oriental da cidade e quatro aviões atacantes foram perdidos.
Três noites depois, na noite de 29 para 30 de agosto, um grupo de 189 Lancasters do No. 5 Group lançaram 480 toneladas de bombas no centro da cidade. O RAF Bomber Command estimou em 20% o total das áreas industriais e em 41% o total de residências de Königsberg que ficaram destruídas. Um caça noturno pesado de defesa alemão abateu quinze dos bombardeiros, correspondendo a 7.9% do total da força atacante.
O histórico centro da cidade, especialmente os distritos de Altstadt, Löbenicht e Kneiphof, foram quase totalmente destruídos e a antiga Catedral de Königsberg, do século XIV, ficou também danificada. O Castelo de Königsberg, todas as igrejas da antiga cidade, a Universidade e demais património tiveram igual destino.
Adicionalmente, duas das sete pontes originais da cidade, que deram nome ao famoso problema matemático, foram destruídas.

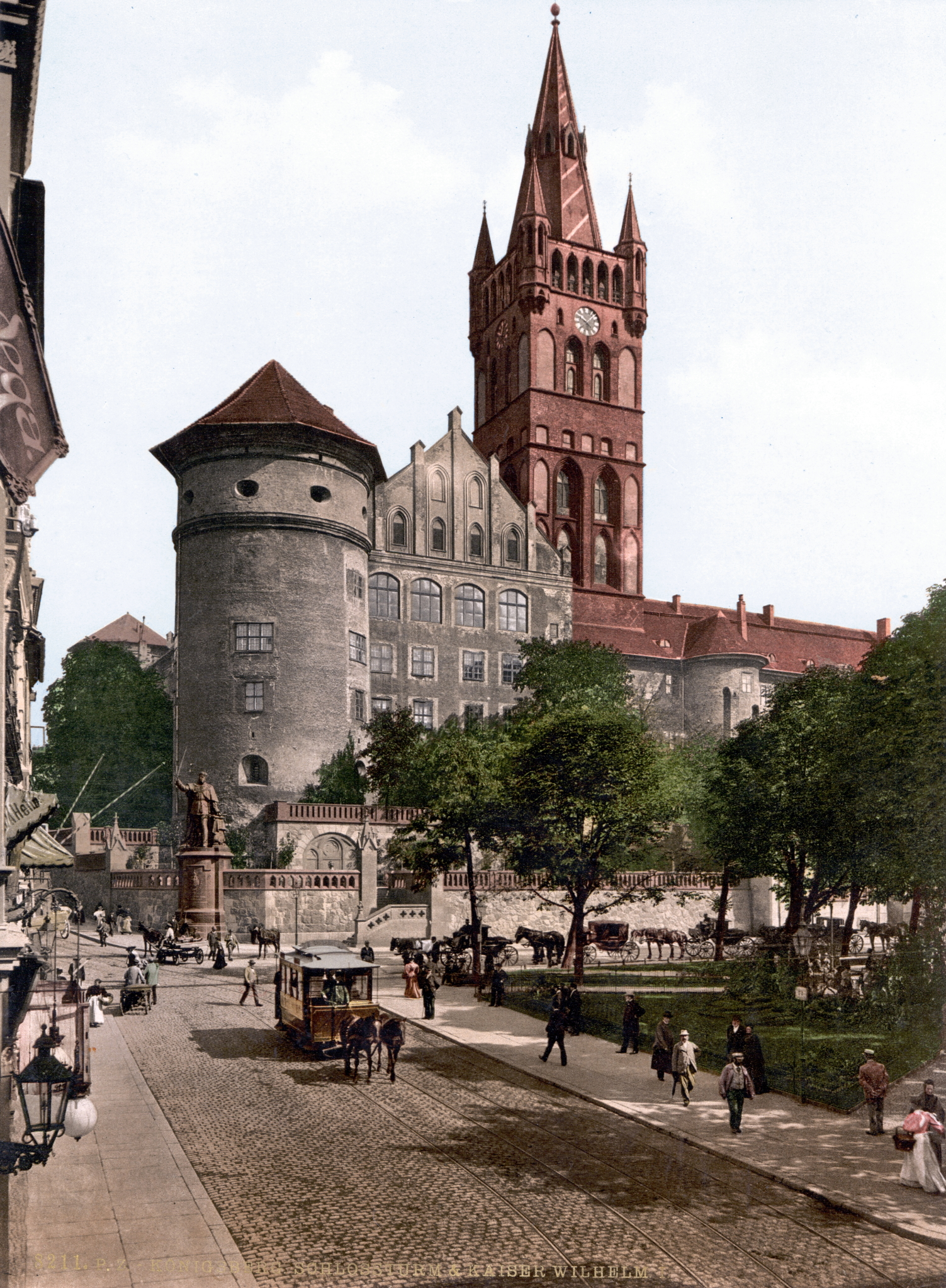
O lado sul do Castelo de Königsberg, em 1895.
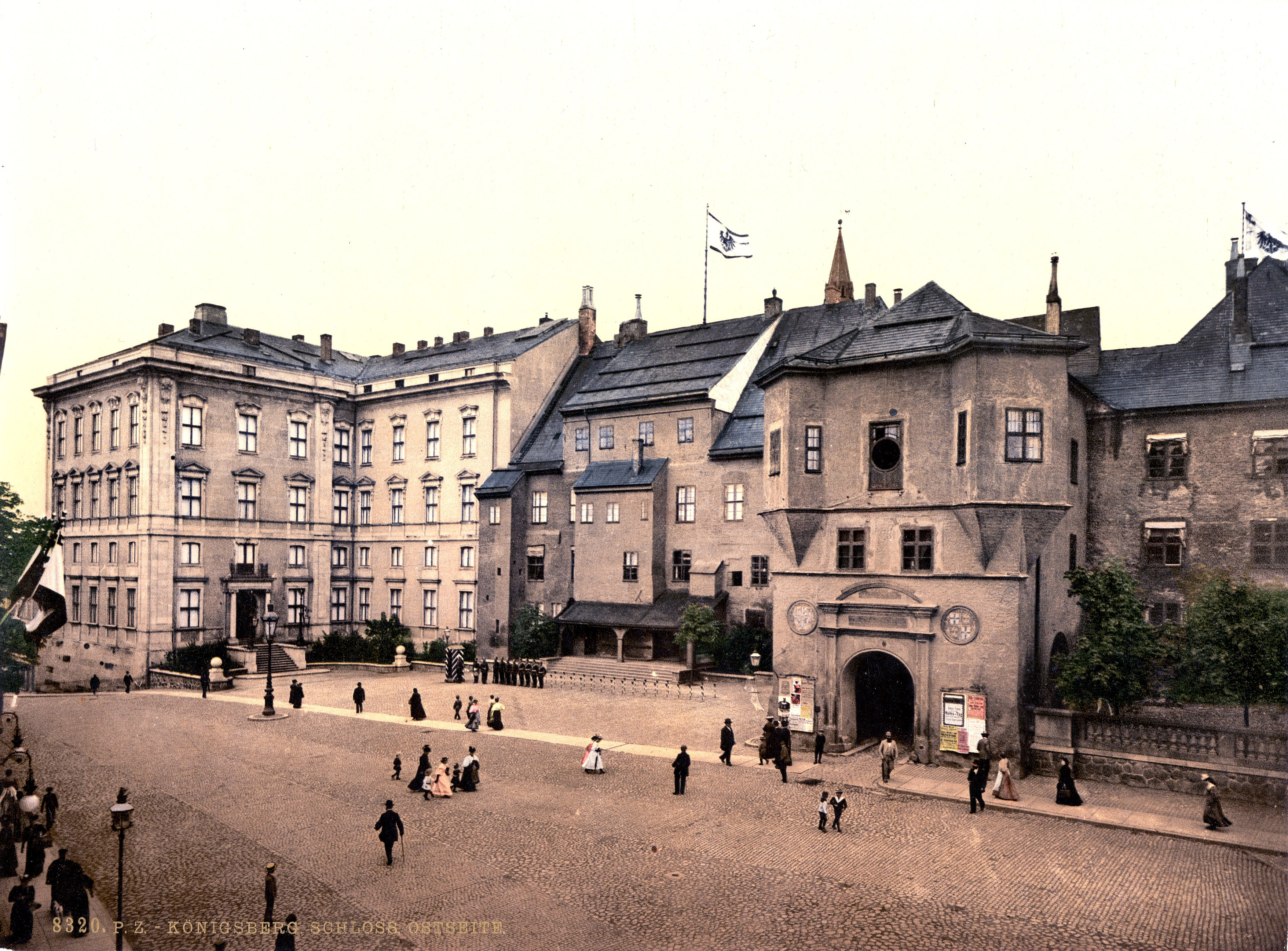
O lado oriental do castelo, em 1910.

## Os soviéticos

### Bombardeamento
Em 1941, principalmente em resposta ao bombardeamento alemão em Moscovo, Stalin ordenou pessoalmente o emprego de onze bombardeiros Pe-8 para bombardear Königsberg. Em 1 de setembro o ataque foi executado sem que nenhum atacante tivesse sido abatido.

### Ocupação
Em 1945, a prolongada Batalha de Königsberg tinha infligido um enorme desgaste sobre a cidade. Mais de 90% de Königsberg estava destruída no momento da ocupação soviética em abril de 1945, a qual repeliu os cidadãos alemães e reconstruiu Königsberg como a cidade russa agora conhecida como Kaliningrado.